# 99% Puur
99% Puur (ook wel gespeld als 99%PUUR of 99 Procent Puur) is een Nederlandstalige popgroep uit Amsterdam, in 1999 opgericht als coverband.

## Historie
De groep werd in 1999 opgericht door vier vrienden - Jan Willem Verbeek, René Veerhuis, Robert Veerhuis en Simon Linnenbank - als akoestische coverband van verschillende bekende groepen als The Eagles, Little River Band, The Beatles, Van Morrison, Queen en Venice. Na in 2001 in eigen beheer een kerstsingle te hebben uitgegeven besloot men vaker eigen werk op te nemen. Medio 2009 kwam het debuutalbum 2 x 20 minuten uit, dat door de muziekpers overwegend positief werd ontvangen.

## Discografie
- 2 x 20 minuten (2009)